# Leucanopsis
Leucanopsis é um gênero de traça pertencente à família Arctiidae.